# Christopher Tyng
Stephen Christopher Tyng (Long Beach, California, 5 de agosto de 1955) es un compositor estadounidense conocido por componer para varias series de televisión como Futurama, The O.C., The Job, Knight Rider y Suits entre otras producciones.
Su estilo musical es la batería según declaró en el audiocomentario del episodio de Futurama: The Problem With Popplers, sin embargo es capaz de tocar varios tipos de instrumentos, de hecho en más de una ocasión ha ensayado en su casa con sus compañeros, los cuales traían sus respectivos instrumentos.